# Chah-e Bashir Kargar va Shorkad
Chah-e Bashir Kargar va Shorkad (em persa: چاه بشيركارگر وشركاڈ, também romanizada como Chāh-e Bashīr Kārgar va Shorkāɖ) é uma aldeia do distrito rural de Mehrabad, no condado de Abarkuh, da província de Yazd, Irã.